# سالبادور فيليغاس جونيور
سالبادور فيليغاس جونيور (بالإنجليزية: Salvador Villegas Jr.)‏ هو لاعب كرة قدم أمريكي في مركز الوسط، ولد في 4 ديسمبر 2001 في هاميلتون في الولايات المتحدة. لعب مع بروتلاند تيمبرز 2.